# Janet.
janet. este un album al cântăreței americane Janet Jackson apărut în 1993.